# Bayraktar (piosenka)
Bayraktar – patriotyczna ukraińska piosenka, która stała się popularna na początku rosyjskiej inwazji na Ukrainę. Utwór jest poświęcony bojowemu dronowi Bayraktar TB2 z powodu jego udanego użycia przeciwko wojskom rosyjskim. Piosenka została napisana przez ukraińskiego żołnierza Tarasa Borowoka i kpi z rosyjskich sił zbrojnych oraz z samej inwazji.
Siły Zbrojne Ukrainy poprosiły Borowoka o napisanie piosenki w dniu rozpoczęcia inwazji, a Taras ukończył ją w ciągu dwóch godzin. Piosenka spotkała się z uznaniem dziennikarzy i otrzymała humorystycznego Oscara od Ukraińskich Sił Lądowych. „Bayraktar” jest często grany w ukraińskim radiu i śpiewany przez Ukraińców podczas protestów.

## Tło

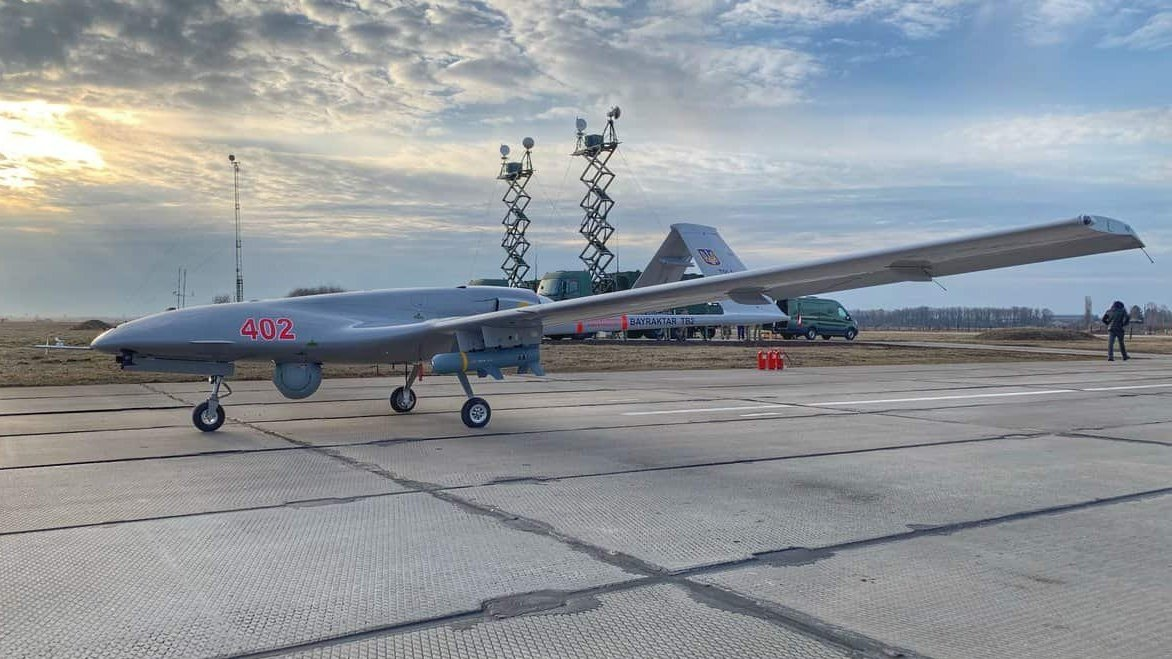
Bayraktar TB2 Ukraińskich Sił Powietrznych

Piosenka jest poświęcona tureckiemu bojowemu dronowi Bayraktar TB2, który jest używany przez armię ukraińską podczas rosyjskiej inwazji na Ukrainę w 2022 roku. Według doniesień użycie dronów spowolniło rosyjskie postępy w tym kraju.
Taras Borowok napisał zarówno tekst, jak i skomponował melodię do piosenki. Borowok, pomimo ukończenia zaledwie czterech klas szkoły muzycznej, otrzymał prośbę z Sił Zbrojnych Ukrainy 24 lutego 2022 o napisanie folkowej piosenki o dronie TB2. Napisanie tekstu zajęło mu „od 15 do 20 minut”, a dokończenie całej piosenki „od 1,5 do 2 godzin”. W rozmowie z Euronews Borowok powiedział, że celem piosenki było „wpłynięcie na ludzi, utrzymanie wysokiego morale i zmniejszenie wpływów rosyjskich”.

## Tekst i teledyski
„Bayraktar” został załadowany na YouTube 1 marca 2022. W mediach był określany jako patriotyczna piosenka pop i folk. Tekst chwali drony Bayraktar i mówi o tym, że ich użycie jest karą dla atakujących Ukrainę rosyjskich sił zbrojnych. Piosenka kpi również z samej armii rosyjskiej, używanego przez nią sprzętu i słabego wyżywienia najeźdźców. W licznych teledyskach piosence towarzyszą uderzenia Bayraktarów na kolumny rosyjskiego sprzętu na terytorium Ukrainy.

## Odbiór piosenki
Spencer Kornhaber z „The Atlantic” nazwał utwór „bardzo chwytliwym”, podkreślając jego „prosty bit”. Antoni Aguera z „Última Hora” nazwał ją „kultową pieśnią oporu”. Jochen Siemens ze „Sterna” powiedział, że ukazujący eksplozje teledysk jest „jednym z najbardziej przerażających”, jakie się widuje, dodając jednak, że piosenka została zaśpiewana „prawie radośnie i pewnie”. W dniu wręczania Oscarów Ukraińskie Siły Lądowe nagrodziły teledysk do utworu „humorystycznym” Oskarem w kategorii „najlepszy międzynarodowy film fabularny” za pośrednictwem Twittera.
Według „Algemeen Dagblad” piosenka pokazuje, że Selçuk Bayraktar, dyrektor ds. technologii firmy Baykar, jest drugim po Zełenskim bohaterem Ukainy. „Bayraktar” jest wielokrotnie grany przez ukraińskie stacje radiowe i śpiewany przez Ukraińców podczas protestów przeciwko rosyjskiej inwazji oraz przez żołnierzy na liniach frontu. Piosenka została przetłumaczona na kilka języków, istnieją również jej remiksy. Została udostępniona na oficjalnej stronie Ukraińskich Sił Lądowych na Facebooku. Internetowa stacja radiowa grająca piosenki wojenne również została nazwana na cześć drona Bayraktar ze względu na popularność tej piosenki. Według Gabriela Gavina z „The Spectator” piosenka miała ponad milion wyświetleń na YouTube, zanim została usunięta.